# 響 (優里のアルバム)
『響』（ひびく）は、シンガーソングライター・優里のセルフカバーアルバム。2023年11月29日にアリオラジャパンより発売された。

## リリース
自身のヒット曲（全12曲）をオーケストラアレンジでセルフカバーしたアルバム。このアレンジにより、壮大な曲となっている。
初回生産限定盤は、豪華パッケージ仕様に『ビリミリオン』『ベテルギウス』2曲のミュージックビデオを収録したBlu-ray付き。
初回生産限定盤と通常盤初回仕様には、優里初のカバーアルバム『詩-80's』とのW購入者特典「優里オリジナル立体六面パズル」の抽選応募券が封入された。

## 収録曲
| 全作詞・作曲: 優里、全編曲: CHIMERAZ。 |                                                   |      |            |      |
| #                                      | タイトル                                          | 作詞 | 作曲・編曲 | 時間 |
| 1.                                     | 「ビリミリオン -オーケストラアレンジver.-」       | 優里 | 優里       | 3:58 |
| 2.                                     | 「ベテルギウス -オーケストラアレンジver.-」       | 優里 | 優里       | 3:53 |
| 3.                                     | 「かくれんぼ -オーケストラアレンジver.-」         | 優里 | 優里       | 4:37 |
| 4.                                     | 「ドライフラワー -オーケストラアレンジver.-」     | 優里 | 優里       | 4:53 |
| 5.                                     | 「アダムとイブ -オーケストラアレンジver.-」       | 優里 | 優里       | 3:47 |
| 6.                                     | 「レオ -オーケストラアレンジver.-」               | 優里 | 優里       | 4:05 |
| 7.                                     | 「アストロノーツ -オーケストラアレンジver.-」     | 優里 | 優里       | 3:08 |
| 8.                                     | 「ガリレオは恋をする -オーケストラアレンジver.-」 | 優里 | 優里       | 4:22 |
| 9.                                     | 「かごめ -オーケストラアレンジver.-」             | 優里 | 優里       | 4:30 |
| 10.                                    | 「ピーターパン -オーケストラアレンジver.-」       | 優里 | 優里       | 4:16 |
| 11.                                    | 「うぉ -オーケストラアレンジver.-」               | 優里 | 優里       | 2:53 |
| 12.                                    | 「メリーゴーランド -オーケストラアレンジver.-」   | 優里 | 優里       | 4:03 |

| #  | タイトル                                       | 作詞 | 作曲・編曲 |
| -- | ---------------------------------------------- | ---- | ---------- |
| 1. | 「ビリミリオン -オーケストラアレンジver.- MV」 |      |            |
| 2. | 「ベテルギウス -オーケストラアレンジver.- MV」 |      |            |